# José Javier Etayo Miqueo
José Javier Etayo Miqueo ( Pamplona, 28 de marzo de 1926 - Madrid, 11 de septiembre de 2012 ) fue un matemático español.

## Biografía
Licenciado en matemáticas en la Universidad de Zaragoza en 1950 y doctor por la Universidad Complutense de Madrid en 1959. En 1961 obtuvo la cátedra de geometría diferencial de la Universidad de Zaragoza, y en 1963 de la Universidad Complutense de Madrid. El mismo año fue nombrado académico correspondiente de la Sección de Exactas de la Academia de Ciencias de Zaragoza y miembro del Patronato Alfonso el Sabio del CSIC. De 1964 a 1984 fue vicedirector del Instituto Jorge Juan de Matemáticas del CSIC .
De 1965 a 1969 fue jefe de departamento de la Escuela de Formación del Profesorado de Grado Medio y de 1971 a 1975 vicedecano de la Facultad de Ciencias de la Universidad Complutense de Madrid. Vicepresidente de la Real Sociedad Matemática Española de 1960 a 1976 y presidente de 1976 a 1982. De 1970 a 1985 fue miembro del Comité Español de la Unión Matemática Internacional (IMU).
Elegido miembro de la Real Academia de Ciencias Exactas, Físicas y Naturales, tomó posesión en 1983 con el discurso Pequeña historia de las conexiones geométricas. De 1983 a 1992 fue tesorero y de 1992 a 2008 Secretario General.  De 1986 a 1988 fue presidente de la Sociedad Puig Adam de Matemáticas.

## Obras
- Enseñanza de las matemáticas en la educación secundaria con Víctor García Hoz. Madrid : Rialp, DL 1995. ISBN 84-321-3068-0
- Conceptos y métodos de la matemática moderna Barcelona : Vicens-Vives, 1975. ISBN 84-316-1268-1